# Keiji Inafune
Keiji Inafune, född 8 maj 1965 i Kishiwada, Osaka, Japan, är en japansk datorspelsutvecklare och illustratör som arbetade på Capcom till och med 2010. Inafune har haft ett stort ansvar i följande spelserier: Street Fighter, Mega Man, Onimusha, Resident Evil, Lost Planet och Dead Rising. För tillfället jobbar han på sitt eget företag, Comcept, med bland annat plattformsspelet Mighty No. 9.